# Glaucopsyche tristis
Glaucopsyche tristis är en fjärilsart som beskrevs av Gerhard 1853. Glaucopsyche tristis ingår i släktet Glaucopsyche och familjen juvelvingar. Inga underarter finns listade i Catalogue of Life.